# Religie in België
| Religie         | 2015  | 2018  | 2021 |
| --------------- | ----- | ----- | ---- |
| katholiek       | 52,9% | 57,1% | 44%  |
| agnost          | 17,1% | 20,2% | 26%  |
| atheïst         | 14,9% | 9,1%  | 15%  |
| andere christen | 7,8%  | 5,7%  | 5%   |
| moslim          | 5,2%  | 6,8%  | 2%   |
| andere religie  | 0,7%  | 1,1%  | 1%   |
| andere/overige  | 1,5%  | -     | 7%   |

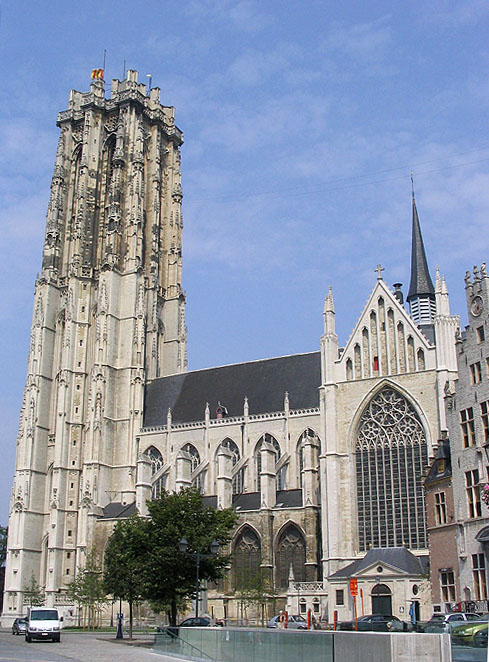
De Sint-Romboutskathedraal in Mechelen

De grootste religie in België is het christendom, en meer bepaald het katholicisme. Een aanzienlijk deel van de bevolking is niet religieus (agnost, atheïst, humanist of vrijzinnig). Daarnaast zijn er andere christelijke minderheden (orthodox en protestants, inclusief anglicaans), moslims, joden en een aantal gelovigen van niet-erkende religies en levensbeschouwingen.
België past het principe van scheiding van kerk en staat toe en waarborgt de vrijheid van godsdienst (art. 19 Grondwet en art. 9 EVRM). Dit artikel geeft een overzicht van de status en de historische ontwikkeling van de verschillende religies en levensbeschouwingen.
Zeven religies zijn door de Belgische federale overheid erkend, namelijk de rooms-katholieken, de orthodoxen, de anglicanen, de evangelisch-protestanten, de joden, de moslims en de vrijzinnigen. Het boeddhisme is vandaag niet erkend in België, maar de leden ontvangen wel een toelage.

## Religies en levensbeschouwingen
Vanwege privacy is de Belgische overheid terughoudend om aan burgers te vragen tot welke religie zij behoren, wat het verkrijgen van statistische gegevens bemoeilijkt.

### Katholieken
Het katholicisme is de grootste religie in België. Reeds in 280 werd het eerste bisdom op het grondgebied van het huidige België opgericht: het bisdom Tongeren, dat later naar Maastricht en nog later naar Luik verhuisde. De Katholieke Kerk in België telt ongeveer vierduizend parochies. Net zoals in andere West-Europese landen, daalde het aantal priesters de laatste decennia. In de vier Vlaamse bisdommen en het tweetalige bisdom Mechelen - Brussel telde men in 2016 1.818 priesters. Dit is een daling van 30 % t.o.v. de vorige telling in 2008. Ook de instroom van jonge priesters is gering. Ongeveer twee procent van de Belgische bevolking gaat elke zondag naar de mis.
België onderhoudt diplomatieke contacten met het Vaticaan. Het grondgebied van België is bestuurlijk ingedeeld in acht bisdommen en een militair ordinariaat en vormt één kerkprovincie waarvan de aartsbisschop van Mechelen-Brussel, Luc Terlinden de metropoliet is. De Heilige Jozef is de beschermheilige van België.
Het Katholiek Onderwijs Vlaanderen is de koepel-organisatie van de inrichtende machten, die door de Belgische bisschoppen belast is met de coördinatie en de vertegenwoordiging van het katholiek onderwijs in Vlaanderen. Sinds het schoolpact uit 1959 worden de katholieke scholen ook grotendeels door de staat gesubsidieerd.
Beroemd zijn Belgische missionarissen, zoals Peter van Gent in Mexico, Pater Damiaan bij de melaatsen in Molokai, Joos de Rijcke in Ecuador, Ferdinand Verbiest in China en nu nog Jeanne Devos in India. Georges Lemaître was een Belgische katholieke priester die de basis legde voor de Oerknaltheorie, die later werd bevestigd door Edwin Hubble. Priester Adolf Daens en kardinaal Jozef Cardijn waren katholieke geestelijken die zich voor de arbeidersemancipatie hebben ingezet.
De Rooms-Katholieke Kerk heeft in België enkele - vooral financiële - voorrechten ten opzichte van de andere levensbeschouwingen, voornamelijk als compensatie voor het groot aantal kerkelijke goederen die ten tijde van de Franse Revolutie en Napoleon werden geconfisqueerd (zie Concordaat van 15 juli 1801) maar ook vanwege haar rol als grootste religie, haar lange geschiedenis en het grote aantal waardevolle kerken in België.

### Orthodoxen
In 2012 telde de orthodoxe minderheid in België 70.000 gelovigen en ongeveer 45 parochies. Sinds 1985 zijn de verschillende orthodoxe kerken – Grieks, Russisch, Ethiopisch, Oekraïens, Roemeens, Bulgaars, Servisch en Armeens – erkend als één entiteit onder leiding van de metropoliet van België van het Oecumenisch patriarchaat van Constantinopel.

### Anglicanen
De anglicanen werden in 1870 erkend; zij maken slechts een zeer klein deel uit van de Belgische christenen.

### Protestanten
Ook na de Tachtigjarige Oorlog bleef er een aanwezigheid van protestanten op Belgisch grondgebied. De protestantse eredienst is erkend van bij de onafhankelijkheid. Het aantal protestanten is volgens professor Justin L. Barrett gestegen van 79.000 in 1970 naar 125.000 in 2000; volgens protestantse nieuwsdiensten was hun aantal toen 140.000. Zij maken thans ongeveer één procent van de bevolking uit. Een belangrijke uitzondering is Korsele, een gehucht van Horebeke dat al sinds de reformatie een protestants bolwerk vormt.

### Joden
België heeft reeds eeuwenlang, vooral te Brussel en te Antwerpen, een belangrijke joodse aanwezigheid. Het jodendom is al vanaf de onafhankelijkheid in 1830 door de staat erkend. Schattingen van het aantal joden loopt uiteen van 21.338 (Barrett 2000, tegenover ca. 40.000 in 1971) tot ca. 45.000-55.000 volgens het Centraal Israëlitisch Consistorie van België.
Tussen 2010 en 2015 emigreerden jaarlijks gemiddeld 234 Belgische Joden naar Israël oftewel zo'n 4% van het totale aantal Belgische Joden. Dit is een stijging van 56% tegenover het jaarlijkse gemiddelde van 133 emigranten in de periode 2005-2009. Een toename in antisemitisme en economische motieven zouden de redenen zijn.

### Moslims
| Jaar | Aantal moslims | Percentage |
| ---- | -------------- | ---------- |
| 1970 | 90.000         | 0,9%       |
| 1990 | 266.000        | 2,7%       |
| 2000 | 364.000        | 3,6%       |
| 2015 | 781.887        | 7%         |
| 2016 | 862.600        | 7,6%       |

De islamitische eredienst werd in 1974 erkend. Vooral sinds enkele decennia kent België een opmerkelijke toename van het aantal moslims. Het exacte aantal Belgische moslims is onbekend, aangezien religieuze volkstellingen verboden zijn in België. Het Executief van de Moslims van België ging in 2013 uit van een 600.000 - 700.000 moslims in België. De moslimbevolking is sterk geconcentreerd in de grote steden, met gemeentes als Sint-Joost-ten-Node (47,6%), Sint-Jans-Molenbeek (42,9%) en Schaarbeek (38,7) waar meer dan een derde van de inwoners zich als moslim identificeert. In Antwerpen (21%) en het Brusselse Gewest (25,5%) maken zij een aanzienlijk deel van de bevolking uit. De islam is tevens de snelst groeiende religie van het land en een studie van het Pew Research Center voorziet een groei van het aantal moslims tot 10,2% van de Belgische bevolking in 2030. Naargelang de hoeveelheid migratie, kan in 2050 het aandeel moslims van de Belgische bevolking 11,1% (nul migratie), 15,1% (gemiddelde migratie) of 18,2% (hoge migratie) bedragen volgens een recente studie van het Pew Research Center.

#### Ex-moslims
Hoewel bij wet iedereen het recht heeft om van religie te veranderen, is er een sociaal taboe op afvalligheid van de islam. Marokkaans-Belgische komiek Sam Touzani is een zeldzaam voorbeeld van een uitgesproken ex-moslim; hij werd door verscheidene fatwa's veroordeeld en heeft online honderden doodsbedreigingen gekregen, maar volhardt in zijn kritiek op de islam en het islamisme.
Er is een Beweging van Ex-moslims van België om afvalligen van de islam te ondersteunen en om 'islamitische indoctrinatie te bestrijden'. Anno 2014 had het tientallen leden die voorzichtig en vaak anoniem dienden te opereren. Daarnaast hebben Belgische academici zoals Maarten Boudry en Johan Leman inspanningen geleid om het verlaten van de islam in België te normaliseren. Op 16 november 2017 kwam de 25-jarige Hamza, die door zijn hele familie (behalve zijn zuster) werd genegeerd, op televisie uit de kast als ex-moslim. Hij werd gesecondeerd door filosoof en ex-katholiek Patrick Loobuyck, die stelde dat secularisering in het westen westerse moslims zoals Hamza in staat stelt om religieuze vrijzinnigheid en zelfs atheïsme te omarmen. In december 2018 verhaalde De Morgen dat Belgische ex-moslims sinds najaar 2017 in het geheim regelmatig bijeenkomsten hielden op veilige locaties in Brussel, daarin bijgestaan door moreel consulenten van deMens.nu.

### Vrijzinnigen
Vrijzinnigheid is een verzamelbegrip voor onkerkelijken, ongelovigen, humanisten, vrijdenkers en anderen; het begrip atheïsme is in België minder gangbaar. De vrijzinnigheid werd in 1981 voorlopig erkend als levensbeschouwing; eind 2002 werd dat definitief. Over het aantal vrijzinnigen zijn geen cijfers bekend. Uit een bevraging door de professoren Elchardus, Dobbelaere en Kerkhofs (2003) blijkt dat 1 procent van de Belgen lid is van een vrijzinnige vereniging; 7 procent noemt zich vrijzinnig, 8 procent is ongelovig en 6 procent onverschillig. Volgens onderzoek van Zuckerman (2005) is ongeveer 42–43% van de Belgen niet-religieus. In 2012 was volgens de Eurobarometer 27% van de Belgen niet aangesloten bij een religie.
Het hoogste orgaan van de georganiseerde vrijzinnigheid in België is de Centrale Vrijzinnige Raad. De Vlaamse koepelafdeling is de Unie Vrijzinnige Verenigingen (UVV of deMens.nu), de Franstalige is het Centre d'Action Laïque (CAL).

### Boeddhisme
In 2003 waren er ongeveer 20.000 boeddhisten in België, oplopend tot een 30.000 in 2015. In 2023 werd het boeddhisme erkend.

### Niet-erkend
- In 2013 zaten Jehova's getuigen op een stabiel aantal van ca. 25.000.[28]
- Scientology heeft in België niet meer dan ca. 300 leden, hoewel ze er duizenden claimen.[28] Nadat het federaal parlement de groepering in 2009 al als "sekte" had bestempeld, liet het federaal parket eind 2012 weten de Belgische tak van Scientology te willen gaan vervolgen als criminele organisatie.[29] Deze rechtszaak heeft uiteindelijk geen veroordeling opgeleverd.[30]

## Erkenning en subsidie
De Belgische wet kent geen officiële criteria voor erkenning van erediensten, maar in antwoord op parlementaire vragen bleek dat de wetgever voortgaat op het aantal gelovigen (minstens tien levensgemeenschappen en 25.000 gelovigen), de historische aanwezigheid in België, de structurering van de geloofsgemeenschap, de verenigbaarheid met de openbare orde en het maatschappelijk belang.
België erkent zes godsdiensten en één niet-confessionele levensbeschouwing. Drie godsdiensten waren al erkend voor het ontstaan van België in 1830 en bleven dat ook daarna. Katholieken werden erkend door het Décret du 30 décembre 1809 concernant les fabriques d'églises catholiques, protestanten door het Décret du 5 mai 1806 relatif au logement des ministres du culte protestant et à l'entretien des temples en joden door het Décret du 17 mars 1808 relatif au culte israélite. Anglicanen verkregen erkenning in 1835, moslims in 1974, orthodoxen in 1985 en de niet-confessionele vrijzinnigen in 2002. Elke erkende godsdienst of levensbeschouwing heeft één overkoepelend overlegorgaan (enkel het katholicisme heeft er meerdere):
- Aartsbisschop en bisschoppen
- Administratieve Raad van de Protestants-Evangelische Eredienst (ARPEE)
- Centraal Israëlitisch Consistorie van België (CICB)
- Centraal Comité van de Anglicaanse Eredienst in België (CCAEB)
- Metropoliet Athenagoras van België van het Oecumenisch patriarchaat van Constantinopel
- Executief van de Moslims van België
- Centrale Vrijzinnige Raad
- Boeddhistische Unie van België[27]

Erkende erediensten en de vrijzinnigheid worden van staatswege ondersteund. De publieke financiering gebeurt hoofdzakelijk door het bezoldigen van godsdienstleerkrachten en -bedienaren en via diverse gewestelijke toelagen voor werking en infrastructuur. Een aantal kleinere posten worden gewoonlijk als een subsidie gezien: bezoldiging van aalmoezeniers en categoriale zorgers in gevangenissen, ziekenhuizen, leger, visserij; vrijstelling van onroerende voorheffing voor religieuze gebouwen; gratis zendtijd ...
De aanvraag tot erkenning van het Hindoe Forum van België bleef sinds 2013 zonder antwoord vanwege de overheid. De niet-erkende Getuigen van Jehova spanden in 2018 een rechtszaak in om aan te vechten dat ze geen vrijstelling van onroerende voorheffing kregen in het Brussels Hoofdstedelijk Gewest. Het Grondwettelijk Hof wees hun eis in 2019 af, maar het Europees Hof voor de Rechten van de Mens oordeelde in 2022 in hun voordeel. Dit arrest bekritiseerde de vaagheid van de erkenningscriteria en het gebrek aan waarborgen tegen willekeur in de erkenningsprocedure. Het Belgische systeem van erkenning werd beoordeeld als een risico op discriminatie en als strijdig met de mensenrechten.

### Bezoldiging van bedienaren
Wedden en pensioenen van de religieuze bedienaren en de georganiseerde vrijzinnigheid zijn grondwettelijk ten laste van de federale staat (art. 181 van de Belgische Grondwet, voorheen art. 117). Strikt genomen is dit niet beperkt tot erkende erediensten, maar de impliciete vereiste dat het om erediensten van algemeen maatschappelijk nut moet gaan, komt in de praktijk op hetzelfde neer. De vaststelling van het aantal bezoldigde functies gebeurt voor de katholieke kerk in proportie tot het aantal inwoners per kerkelijke circonscriptie (ongeacht overtuiging), voor de andere erediensten op basis van het aantal gelovigen (al worden er om privacyredenen geen officiële tellingen gehouden). Door deze incoherentie is het bezoldigde kader van de katholieke clerus sterk oververtegenwoordigd, wat evenwel in zekere mate gecompenseerd wordt doordat priestertekort de volledige invulling van het kader belemmert. De jaarwedden zijn voor elke eredienst vastgesteld volgens een eigen nomenclatuur. In 2017 voorzag de Federale Overheidsdienst Justitie een budget van 108,2 miljoen euro aan bezoldigingen (ruim 3.500 bedienaren voltijdsequivalent). Over de pensioenen zijn geen cijfers gepubliceerd.

### Toelagen voor werking en infrastructuur
Erkende erediensten krijgen publieke steun voor het bouwen en onderhouden van religieuze infrastructuur (cultusgebouwen, huisvesting voor bedienaren) en voor hun werking (lonen van personeel die geen bedienaren zijn, logiestoelagen). Dit gaat terug op een wet uit 1870 die de financiering ten laste legde van de lokale besturen. Na het Lambermontakkoord uit 2001 hebben de drie deelstaten (Vlaams gewest, Brussels gewest en Waals gewest) een eigen regeling uitgewerkt. In Vlaanderen passen de gemeentes en provincies de tekorten van de kerkfabrieken en andere religieuze rechtspersonen bij voor zover ze voldoen aan de vereisten inzake meerjarenplannen, budgetten en boekhouding. In 2019 werd gewag gemaakt van een jaarbedrag van 45 miljoen euro voor religieuze gebouwen in Vlaanderen.

### Godsdienstig onderricht
De inrichting van godsdienstonderricht op school is de meest omvangrijke subsidie. In de Vlaamse gemeenschap werd deze post voor het schooljaar 2013-2014 op 292 miljoen euro geraamd. Het grootste deel daarvan (282 miljoen euro) bestond uit de lonen van levensbeschouwelijke leerkrachten in alle netten samen (inclusief zedenleer). Voorts kreeg het officieel onderwijs 10 miljoen euro extra werkingsmiddelen om het hele scala levensbeschouwelijke vakken aan te bieden.

## Geschiedenis

### Oorsprong

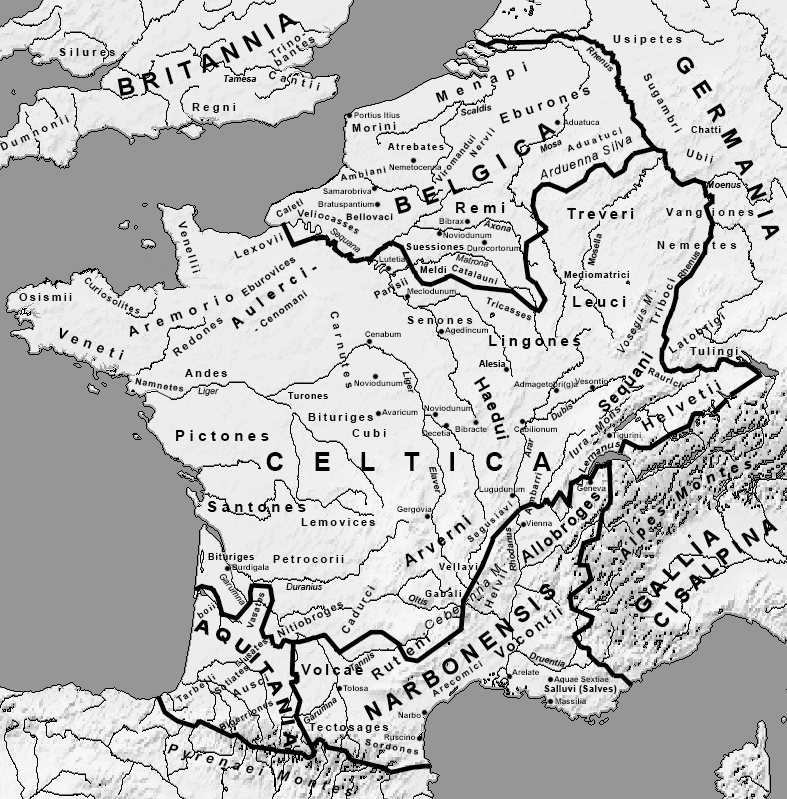
Belgica vlak vóór de inlijving (52 v.Chr.).

Van de oudste vormen van religie die ver voordat het huidige België ontstond op zijn grondgebied werden beleden is weinig bekend. De eerste aanwijzingen zijn in de late bronstijd te vinden, waarin de Famennegroep, de Midden-Belgische en de Vlaamse groep worden onderscheiden, telkens vooral aan de hand van de verschillende grafvormen, die enig inzicht geven omtrent de voorstellingen van de lokale bewoners over een leven na de dood. Uit de ijzertijd is meer bekend over de Hallstattcultuur (700–500 v.Chr.) en de Keltische La Tènecultuur (vanaf 500 v.Chr.), die in "België" vermoedelijk veel kenmerken deelden met de Keltische mythologie elders in Europa. Er was sprake van een grote religieuze diversiteit aan goden, mythen en rituelen.

### Romanisering
In de 1e eeuw v.Chr. raakten de inwoners van Gallia Belgica in aanraking met de Romeinen, die van 57 tot 51 v.Chr. onder leiding van Julius Caesar de verschillende Belgae-stammen onderwierpen, waarop een culturele uitwisseling plaatsvond die de romanisering wordt genoemd. Romeinse goden werden ingevoerd, Keltische goden geëxporteerd of hernoemd volgens de Interpretatio Romana, tradities vermengden zich.

### Kerstening

Het zuiden van de Lage Landen met bisschopszetels en abdijen ca. 7e eeuw. De abdijen vormden de aanzet tot grotere nederzettingen.

België wordt traditioneel beschouwd als een katholiek land. De vele kapellen, kerken en kathedralen getuigen daarvan. Het christendom verbreidde zich reeds vroeg in het gebied van het huidige België. In de 4e eeuw n.Chr. was Servaas van Maastricht werkzaam te Tongeren. In de 7e eeuw verschenen grote missionarissen als de H. Amandus. Bloeiende kloosters zoals de Sint-Pietersabdij en de Sint-Baafsabdij in Gent, de abdijen van Lobbes, St-Hubert, Stavelot en vele andere rezen op en droegen bij tot de economische en culturele ontwikkeling van het land.

### Reformatie en contrareformatie
De hervormingsbeweging in de 16e eeuw die aanvankelijk een groot succes kende in de Zuidelijke Nederlanden (de Beeldenstorm begon in Steenvoorde en vooral Valencijn was een broeinest van protestantisme) en gepaard ging met politiek verzet tegen de absolutistische tendens van het huis Habsburg, werd vooral door Filips II gestuit (zie Tachtigjarige Oorlog). Na het succes van de Pacificatie van Gent (1576), die echter geen oplossing bracht voor de hevig woedende godsdiensttwisten, volgde een tijdelijke terugtrekking van de Habsburgse troepen, die radicale calvinisten in staat stelde de Gentse Republiek te stichten en zich tevens meester te maken van Antwerpen, Brussel, Mechelen en andere Brabantse, Vlaamse en Henegouwse steden in de periode 1577-1585. De Italiaanse veldheer Alexander Farnese onderwierp de steden echter een voor een, en gaf protestanten de keus zich weer tot het katholicisme te bekeren of te vertrekken (meestal naar de Noordelijke Nederlanden). Door de militaire ontwikkelingen werden de Zuidelijke Nederlanden op den duur een bolwerk van de contrareformatie, waar enkel de katholieke eredienst was toegestaan, terwijl de Republiek der Zeven Verenigde Nederlanden in naam godsdienstvrijheid toestond, hoewel de calvinisten er publiekelijk werden bevoorrecht en katholieken openlijk benadeeld, maar niet werden verjaagd of vervolgd. Deze militair-religieuze zuivering veroorzaakte eeuwenlang dé grote tegenstelling tussen het latere België en Nederland.
Onder de aartshertogen Albrecht en Isabella verdween de invloed van het protestantisme vrijwel volledig en werd het katholicisme vernieuwd door de besluiten van het Concilie van Trente (1545-1563), de Katholieke Hervorming en het werk van de jezuïeten.

### Franse Revolutie tot heden
Tijdens de Franse Revolutie werd de wereldlijke macht van de kerk gebroken en werden abdijen opgeheven en hun goederen verbeurd verklaard. Toch was het religieus verzet zeer sterk, zich onder meer uitend in de Boerenkrijg (1798), zie ook: beloken tijd. Pas in de Napoleontische tijd werd, middels het Concordaat van 15 juli 1801, de verhouding tussen Kerk en Staat weer hersteld. Tijdens de periode van het Koninkrijk der Verenigde Nederlanden (1815-1830) meende Koning Willem I ook zich in godsdienstzaken te moeten mengen, hetgeen niet in dank werd afgenomen. In 1830, tijdens de Belgische Opstand, werd een protestantse kerk in Brussel geplunderd, daar deze gezien werd als symbool van de noordelijke overheersing. De grondwet van 1831 waarborgt de vrijheid van godsdienst. Ernstige spanningen tussen Kerk en Staat deden zich voor tijdens de schoolstrijd van 1878-1884 en die van 1954-1958.
Vooral in de tweede helft van de twintigste eeuw kende België een sterke secularisering, die reeds een opmaat kende in de negentiende eeuw. Deze uitte zich met name in een sterke afname van het zondags kerkbezoek, het aantal priesterroepingen, maar ook het aantal doopsels, vormsels, huwelijken en kerkelijke begrafenissen nam af. Ook halen christelijke partijen thans een lager aantal stemmen dan voorheen. Een ophefmakend nieuwsbericht was het aftreden van de Brugse bisschop Vangheluwe in 2010 wegens seksueel misbruik. Na zijn bekentenis volgden enkele andere meldingen van misbruik door katholieke geestelijken, hetgeen leidde tot de operatie Kelk. Ook gaf een aantal Vlaamse katholieken te kennen dat het de Kerk wilde verlaten, hetgeen kerkrechtelijk evenwel niet mogelijk is.